# Wenzeslaus Linck

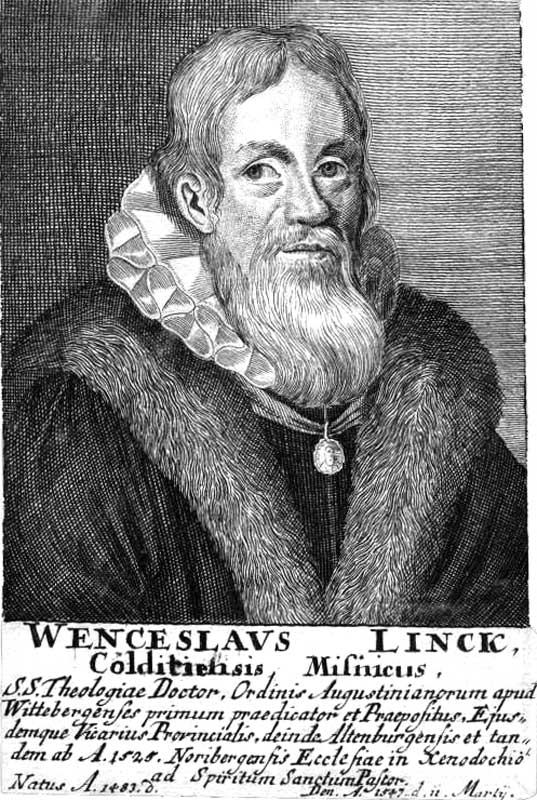
Wenzeslaus Linck

Wenzeslaus (auch Wenceslaus) Linck (auch Link, Lincke; * 8. Januar 1483 in Colditz; † 12. März 1547 in Nürnberg) war ein deutscher lutherischer Theologe, Prior des Augustiner-Klosters zu Wittenberg und Reformator.

## Leben

### Frühe Jahre und Studium (1498–1509)
Linck wurde als Sohn des Ratsherrn Hans Lincke und seiner Ehefrau Christina Vetsch geboren. Martin Luther schrieb später über ihn, dass er mit ihm zusammen herangewachsen sei. Vermutlich war das in Magdeburg, wo sie zusammen die Schule besuchten. Er verlor früh seinen Vater, immatrikulierte sich am 23. April 1498 an der Universität Leipzig, die er wieder verließ, ohne einen akademischen Grad erworben zu haben. Um 1501 wurde er Augustinermönch in Waldheim. Als „Augustinus aus Waldheim“ immatrikulierte er sich im Wintersemester 1503 an der Universität Wittenberg.
Nachdem er die artistischen Grade als Baccalaureus 1504 und als Magister artium 1506 erworben hatte, nahm er ein Studium der Theologie auf. Schnell erlangte er dort die theologischen Grade und wurde am 29. Januar 1509 Baccalaureus biblicus, am 25. Oktober 1509 Sententiarius, am 7. Juni 1510 Sententiarius formatus, am 30. August 1511 Lizentiat und am 16. Oktober 1511 zum Doktor der Theologie promoviert. Während der Studienjahre schloss Linck Freundschaft mit Nikolaus von Amsdorf und Hieronymus Schurff und dürfte früh auch Umgang mit dem Generalvikar der deutschen Augustinereremiten, Johann von Staupitz, gepflegt haben.

### Ordenszeit (1501)
Im Jahre 1511 wurde er zum Prior des Augustinerklosters zu Wittenberg bestimmt. Luther wurde am 5. Mai 1512 auf dem Ordenskapitel des Augustinerordens in Köln zum  Subprior ernannt. Linck hatte diese Funktion bis 1515 bzw. 1516 inne. Die Ernennung zum Distriktsvikar erfolgte 1512.
Am 4. Oktober 1511  wurde er in den theologischen Senat aufgenommen und übernahm bis 1516 eine Professur an der theologischen Fakultät. Während dieser Zeit wurde er 1512 und 1514 Dekan der theologischen Fakultät, Prior des Wittenberger Augustinerordens und arbeitete besonders eng mit Martin Luther zusammen, der alsbald sein Stellvertreter wurde.
Nachdem er ab Oktober 1516 kurze Zeit Prediger am Münchener Augustinerkloster gewesen war, brachte ihn Johann von Staupitz im März 1517 in gleicher Eigenschaft nach Nürnberg, wo er sich in allen Bevölkerungsschichten großer Beliebtheit erfreute. In seinen Predigten blieb er volkstümlich und deutlich. Als angesehener Prediger wurde er vom Kreis humanistisch gebildeter Patrizier wie Willibald Pirckheimer und Lazarus Spengler zu Rate gezogen und machte sie im Gegenzug mit den Ideen Luthers vertraut. Diese hatten sich in der sodalitas Staupitiana um Staupitz versammelt, der Linck in diesem Umfeld förderte. 1517 nahm ihn Staupitz auf eine Visitationsreise mit. In seinen Predigten nahm die Allegorie einen breiten Raum ein. Eine dieser Predigten aus dem Jahre 1518 über Matth. 21 wurde unter der bezeichnenden Überschrift gedruckt: Wie der grobe Mensch unsers Herrn Esel sein soll, ihn tragen und mit ihm eingehen gen Jerusalem, zu beschauen fruchtbarlich das Leiden Christi.

### Linck und Luther, reformatorischer Wandel (1523)
Mit Luther pflegte er eifrigen Verkehr. Luther schickte ihm die sechs Obilisci von Johannes Eck zu und stand ihm 1518 in Augsburg beim Verhör durch Kardinal Thomas Cajetan bei. Nachdem Staupitz sein Amt als Generalvikar zum Schutz Luthers niedergelegt hatte, übernahm Linck 1520 die Führung des deutschen Augustinerordens. Dabei versuchte er das in Unruhe geratene Ordensleben mit der Ausrichtung am Evangelium wieder zu festigen. Als die Bannbulle Luther traf, dachte er keinen Augenblick daran, sich von ihm zu trennen. Er visitierte ab 1520 die Augustinerklöster, darunter auch das Augustinereremitenkloster Sternberg. Das Wormser Edikt und die Wittenberger Bewegung stellten ihn vor schwere Entscheidungen. Er fragte Luther um Rat, wurde aber nur auf das Evangelium verwiesen, mochten die Klöster darüber zugrunde gehen.
Seine Stellung als Ordensvikar wurde immer unhaltbarer, bis der deutsche Konvent sich ganz auflöste. Im Januar 1523 übernahm Linck die Pfarrstelle in Altenburg, nachdem er sein Ordensvikariat niedergelegt hatte. Dort brachte er anderthalb Jahre zu und leistete Wesentliches zur Einführung der Reformation. Es gelang ihm, dem Volke „den geistlichen Verstand des Evangeliums“ nahezubringen. 1523 konnte die Kommunion unter beiderlei Gestalt gefeiert werden. In dieser Zeit traute Luther seinen alten Freund mit der Tochter des Altenburger Juristen Suicer. In praktischer Hinsicht war die Arbeit des Altenburger Pfarrers von besonderer Bedeutung. Wesentlich war die Grundlegung der Armenpflege, auf die die Nürnberger Almosenordnung eingewirkt haben mag. Auch zahlreiche Schriftauslegungen und Sermone von ihm wurden in diesem Jahr in Altenburg gedruckt. Auch nach Zwickau wirkte er und predigte dort gegen schwärmerische Neigungen. Aus Luthers und Philipp Melanchthons Schriften stellte er das Büchlein Vom Reiche Gottes zusammen. Seine eigene Verkündigung hielt er in den Art. und Positionen fest. Auch als Übersetzer trat er in dieser Zeit hervor.
Als er im April 1525 vom Nürnberger Rat an die Sebalduskirche berufen wurde, wurde Georg Spalatin sein Nachfolger in Altenburg. Die Bürgerschaft verabschiedete ihn mit großen Ehren und der Kurfürst Johann schenkte ihm zum Abschied einen kostbaren Becher.
Über 20 Jahre wirkte er in Nürnberg und erwarb sich dort ein großes Ansehen. In einem damals in Nürnberg ausgebrochenen Streit über die zweite Ehe war seine Auffassung durchschlagend. Er wollte keinen Unterschied in den Aufgaben und Pflichten zwischen den Geistlichen und der Gemeinde sehen. Bei der Durchführung der Reformation in Nürnberg war er einer der maßgebenden Männer, auf deren Rat die Obrigkeit hörte. Auch dort setzte er sich weiterhin für das volle Evangelium ein und scheute sich vor dem Kampf mit Täufern nicht. Trotz ehrenvollen Berufungen blieb er in Nürnberg, wo er neben Dominicus Sleupner, Andreas Osiander, Thomas Venatorius und Veit Dietrich der entscheidende Prediger blieb. Sein Hauptwerk in dieser Zeit ist die Auslegung des Alten Testaments, die in den Jahren 1543–45 gedruckt wurde. Daneben veröffentlichte er eine Reihe praktischer Traktate, auch als Übersetzer.

## Werke (Auswahl)
- Von Arbeyt und Betteln wie man solle der faulheyt vorkommen, und yederman zu Arbeyt ziehen. Gastel, Zwickau 1523; Neudruck Nürnberg 1979.
- Ein schöner Christliche Sermon vo[n] dem außgang der kinder Gottes auß des Entichrists gefengknuß, so durch den außga[n]g der kinder Jsrahel auß Egipten, Babilonien [et]c. figuriert ist. Gastel, Zwickau 1524.
- Eyn Christlich bedenckenn, Wentzeslai Lincken … von den Testamente[n] der sterbenden Menschen. Gastel, Zwickau 1524. (Digitalisat)
- Erbauungsschriften. Eigene Schriften aus den Jahren 1526-1536 nebst vier von Linck übersetzten bzw. herausgegebenen Schriften aus den Jahren 1524 und 1525 (= Quellen und Forschungen zur Erbauungsliteratur des späten Mittelalters und der frühen Neuzeit, Band 9). Hrsg. und mit einer Einleitung versehen von Helmich van der Kolk. Rodopi, Amsterdam 1978.
- Historia Galeatij Capelle, wie der Hertzog zu Meiland Frannziskus wider eingesetzt ist.... / verdeudschet durch Wencelaum Linken. Mit einer Vorrede Martin Luthers. Wittenberg 1538.
- Beschribung und Geschicht deß Meylandischen Kriegß : der vom 21. biß inn das 30., fast by 10 Jar lang geweret hat ... / durch Galeatium Capellam beschriben und durch Wencelaum Lincken vertütschet. Mit Vorrede Martin Luthers. Bern 1539.